# Thillois

Thillois este o comună în departamentul Marne, Franța. În 2009 avea o populație de 353 de locuitori.